# Хаши, Мохамед Абди
Мохамед Абди Хаши (сомал. Maxamed Cabdi Xaashi, араб. محمد عبدي هاشي‎; умер 12 июля 2020, Найроби, Кения) — сомалийский политический деятель. Временный президент Пунтленда с октября 2004 по 8 января 2005. Происходит из клана Дхулбаханте, подклана Каяад.
Самопровозглашённое государство Пунтленд объявило о своей независимости в 1998 году. В новом государстве Абди Хаши занимал пост вице-президента с августа 1998 по октябрь 2004 года. После того как президент Пунтленда Абдуллахи Юсуф Ахмед был избран временным президентом Сомали, Мухаммед Абди Хаши стал временным президентом до следующих президентских выборов 8 января 2005 года.